# 確率
確率（かくりつ、英: probability）とは、偶然起こる現象に対する頻度（起こりやすさの指標）のことである。確率を定義する方法は、主に確率の古典的な定義、確率の公理、頻度主義統計学の3つがある。
確率は、「場合の数」と呼ばれる概念と非常に深い関わりを持っており、両者は切っても切れない関係にある。

## 概要
確率は現在では数学の一概念であり、確率論として組み合わせ数学や解析学と深くかかわりのある数学の一分野と認識されている。元々は、賭博における賞金の配当率を求める過程で考案されていった。確率を求める問題では、起こりうる結果が同様に確からしい場合と、起こりうる結果が無数にあり、解析学を利用して考察する問題、ベイズ確率のように、統計学的な観点で確率を考察する問題に大別される。
ただ、確率は、どのような現象でも定義できるというわけではない。実際、確率をもたない集合（非可測集合）や、解釈により確率の計算結果が異なる問題（ベルトランの逆説など）などの存在が知られている。
理論・結果に基づいたこれらの「客観確率」に対し、個人または特定の集団にしか真偽を判断できない「主観確率」が提唱されている。（客観）確率の導入は、確率分布を通して、サービスの信頼度などといった、推定・検定に応用されている。

2つのサイコロを振ったときの出た目の和の確率

## 歴史
16世紀のジェロラモ・カルダーノなどによって初等的な確率の計算は行われてきたものの、確率論という理論が誕生したのは17世紀、ブレーズ・パスカルとピエール・ド・フェルマーの往復書簡に始まる。その後、クリスティアーン・ホイヘンスが研究を進め、ヤコブ・ベルヌーイが大数の法則を証明し、アブラーム・ド・モアブルが正規分布を発見するなど理論は徐々に進展していき、19世紀初頭にはピエール＝シモン・ラプラスによってこれらが体系化され、古典確率論が完成した。
20世紀に入ると、ヒルベルトが確率論を公理的に扱うことをヒルベルトの23の問題のうちの第6問題の中で取り上げた。アンドレイ・コルモゴロフが『確率論の基礎概念』（1933年）において公理的確率論を確立した。

## 用語の定義
ラプラスの「確率の哲学的試論」の解説で、内井惣七は帰納的確率と統計的確率に分類している。
日本産業規格では、確率を「ある試行を同じ条件の下で長く続けたとき，一定の結果が生起する相対頻度の極限値。より一般的にはランダムな事象に割り当てられている [0, 1] の範囲の実数値と定義される。一般に事象 A の確率を Pr (A)で表す。」参考として「ある事象が生じるという信念の度合いを表す主観確率という概念も存在する。」と定義している。

## 数学における確率
集合Ωを考える。確率とはそのΩの任意の部分集合x（事象と呼ばれる）に対して、１以下の正の数を与える関数P(x)のことである。
P(Ω）=１であり、加算性が成立つ必要がある。すなわち、P(A)は全事象Ωのうちの事象Aの割合を表す。P(A∩B）はAかつBの割合であり、これをP(B)で割ったものは、Bの中でAを満たすものの割合であり、条件付き確率と呼ばれP(A|B)＝P(A∩B）/P(B)と書き表される。数式化すると分かりづらいが、理解のためには、全事象が100個あり、事象Aが30個、事象Bが20個、事象A∩Bが10個などと言う場合を考えてみると良い。

## 確率と観測
試行においては、結果は実験者・観測者の作為によらないと考えるため、事象には決まった頻度があると考える。たとえば、コインを無作為に投げることにより、表の出る頻度と裏の出る頻度の比はそれぞれ50%である。これが確率である。これについて、多世界解釈では可能性の数だけ世界が分岐するという解釈がなされる。

## 量子論と確率
量子論では、確率という概念は決定的に重要となる。古典物理学の世界では、事象は決定論的であるが、量子論の世界では、事象は決定論的でなく確率的に決まるだけである。
量子論の世界で、事象が確率的に決まる理由はよく分かっていない。事象が確率的に決まることは、実験結果から分かったことである。分かっていることは、確率が確率振幅の二乗に比例することのみであり、それは量子力学の基礎原理の一つである。別の何かの原理から導くことはできない。

## 哲学と確率
哲学的には、確率を人間の限界と関係づけて様々な立場がある。例えば量子論において、量子状態は物理量の測定に対して測定値の確率分布を与えるが（ボルンの規則）、古典力学のように測定値の決定論的な振る舞いを与えることはない。古典力学において系の振る舞いは決定論的であり、理想気体やブラウン運動のように系が確率的に振る舞うのは、観測者がその系に対して詳細な知識を持っていないためである（逆にラプラスの悪魔のような存在にとっては系は常に決定論的に振る舞う）という理解があった。これは、人間が何が分かって何が分からないかという哲学的な立場を物理現象の説明に当てはめようとした見解であった。アルベルト・アインシュタインの言葉に「神はサイコロを振らない（独: Der Alte würfelt nicht.）」がある。量子力学の基礎に関して、古典論と同様に系の振る舞いを完全に決定する隠れた変数理論が存在するかという議論がある。局所実在論を支持するような隠れた変数理論に関して、ベルの不等式が成り立つことが知られているが、アスペの実験など様々な実験により、ベル不等式が破れることが検証されており、一連の実験結果は隠れた変数理論を支持していない。そのため、前述のアインシュタインのような主張は、実験的な支持のない哲学的な主張と見なされている。

## 客観確率と主観確率
確率（客観確率）を拡張してできた、主観確率という概念もある。

## 日本における用語の歴史
「確率」という言葉は今でこそ probability の訳語として定着している言葉であるが、定着するまでには紆余曲折があった。明治から大正にかけては「蓋然性」「公算」「確からしさ」などが確率を表す語として用いられた。大正4年に「確率」という訳語が認知されるようになる契機があり、「確率」が定着するようになった。
中国語では確率のことを「概率」「機率」という。中国語でもかつては「或然率」など多様な訳語があった。日本と同様「概率」が定着するまでの過程は長かった。

### 明治（訳語の案出）

#### 哲学
1875年（明治8年）、西周がジョセーフ・ヘーブンの「心理学」を訳した際に「蓋然（プロバブル）」と書いた。1881年（明治14年）の『哲学字彙』では probability の訳語として「蓋然性」が掲載された。哲学では蓋然関連用語のみが長く使われる。

#### 統計学
1880年（明治13年）、小野弥一が『統計攬要 初編』の23ページ目にてプロバビリテーを「近眞法」と訳した。これが数学的な意味での確率の訳語の初出と考えられている。

#### 陸軍
1882年（明治15年）、陸軍のテキスト『砲兵教程4』で「公算」の語が使われた。この文献において「公算」なる語が probability の訳語として使われているのは間違いないと考えられており、「公算」なる語が probability の訳語として登場する最初の文献はこのテキストであるとされている。1944年の英和辞典を見ると probability の訳に「kōzan 公算」と書かれており、戦前は「こうざん」と濁って発音していたようである。
「公算」という言葉がどこからきたか、由来は不明である。一説によれば、和算や洋算という言葉のように公平の公に算の文字をつけることにより陸軍内で作られたのだという。その説によれば、定番の数学的確率論発生秘話であるパスカルとフェルマーが往復書簡で賭け金の公平な分配を決めるために議論したという逸話を陸軍に確率概念を説明する際にフランス人が用いたために公平の公が使われたのだという。
1888年（明治21年）、陸軍士官学校編『公算学』が著される。この本が日本で最初の確率論の本と推定されている。長らくその所在が不明であったが、上藤一郎によって入手され2009年に復刻された。今では中内伸光の調査で山口県立図書館にもあることがわかっている。
『公算学』の著者は不明である。当時陸軍数学教授であった信谷定爾であろうとも、数年後に著される『公算学射撃学教程』に関わる当時陸軍砲兵中尉であった川谷致秀であろうとも推測されている。
『公算学』の発行年は1888年と言われているが、この和綴じの本には出版年は記されておらず、1887年（明治20年）秋の可能性もあるという。
1891年（明治24年）、陸軍砲兵大尉の川谷致秀と陸軍砲兵中尉の田中弘太郎の名前が表紙にある『公算学射撃学教程』が著される。この本では現在でも使われている「事象」「独立」などが用いられている。

#### 数学
1883年（明治16年）、民間の数学者である長澤亀之助が当時の日本において最も有名な数学者であるアイザック・トドハンターの著作の一つを翻訳して『代数学』というタイトルで出版した。
この本が数学的意味の probability の定義を日本語で紹介した最も古い文献と思われている。この中で長澤は probability を「適遇」と訳した。長澤は1907年（明治40年）に出版する『代數學辭典』の中でも訳語として「適遇」を用いているが、このときには「決疑數學」「諒必」も訳語に挙げている。海軍兵学校ではトドハンターの翻訳書を教科書に使用したので、海軍では長期に渡り確率を「適遇」と呼んだ。
1889年（明治22年）、藤沢利喜太郎はドイツ留学から帰朝した2年後のこの年に若干28歳にして『生命保険論』を著す。この中で藤沢は probability を「確からしさ」と訳した。同年、藤沢の編集になる『数学用語英和対訳字書』が出版されるが、この中でも「確からしさ」と訳している。確率概念を数学的側面のみならず多義的側面まで含めて深く理解・認識した恐らく初の日本人である藤沢の手になるこの訳語は、意味をよく捉えたものではあったが、書籍の中で繰り返し用いるには長かった。また、漢文風に名詞を作るのが常態であるところ大和言葉風である、などとも批判され、この訳語はあまり浸透しなかった。
1907年（明治40年）12月、宮本藤吉と思われる人物による書籍『公算學』が書かれる。
1908年（明治41年）、林鶴一と刈屋他人次郎が共著で数学書としては初の確率論の本である『公算論（確カラシサノ理論）』を出版する。この本の序文は林が書いたものだが、その中で、「確からしさ」では繰り返し用いるには長いので意義不明の失はあるが短い「公算」という訳語を採用した、「蓋然率」「確率」などの訳語も新案されているが通じにくいからこれらは採用しなかった、と述べている。この序文が「確率」という訳語の初出である（これ以前の使用例が見つかっていない）。他の人が発案したようにも書かれているため「確率」という言葉の発案者は不明である。後年、林が確率という言葉がはじめて使われたのはこの本の序文であると断定していることから、林もしくはその周辺の人物が考案した可能性が高い、と推測されている。林は「確率」という訳語が定着したあとも、恐らくは終生、「公算」という訳語にこだわった。林は東京物理学校雑誌第433号（1927年（昭和2年）12月）の『公算論上ノ二ツノ古典的問題』の中で、次の旨を述べている：
「公算の公は公平の公であって公算は平均算という意味である。最近では確率が使われている。私の中等学校教科書でも確率を採用している。確率の上下に語を付けるととても発音しにくい。公算は残しておきたい」

### 大正（鶴の一声）
1915年（大正4年）、森荘三郎が保険学関係の雑誌『保険雑誌』228号に確率の訳語に関する論説を寄稿する。その中で森は訳語が乱立していることを嘆いた。そして、いくつかの訳語を検討した上で、「概算」という訳語はどうかと提案した。森荘三郎は明治20年（1887年）に滋賀県に生まれた人物。早くして両親と死に別れたが苦学して東京帝国大学法科大学を首席で卒業しパリに留学。前述の論文はパリ滞在中に寄稿したものである。森はのちに東京帝国大学の経済学部長や駒沢大学の商経学部の部長を務めた。
森の論文に相良常雄が早速反応した。相良は「確度」という言葉も使ったこともあるからこの語も検討して欲しい、と同じく『保険雑誌』の230号に寄稿した。同じ論説の中で相良は当時の保険学会において一目置かれていた粟津清亮にアクチュアリー会に提起するか学会として検討すべきだ、と提案した。
1916年（大正5年）、森と相良の論説を受けてであろう、粟津の論説が『保険雑誌』に寄稿された。粟津は森と相良の熱心さに敬服し、これについては藤沢利喜太郎、高木貞治らに意見を聞いたことがある、と述べた。そして最近藤沢から通知を受けたとして次の通知文を掲載した。

拝啓陳者曩頃御話アリタル「プロバビリチー」ノ譯語今回大學内關係ノ方面ニ於テ種々談合ノ結果「確率」ト決定致候ニ就テハ保險方面ニ於テモ同譯語ヲ使用スルコトト相成候様御力ヲ煩シ度希望致シ候
—藤沢利喜太郎、(河野 2019, p. 79)
保険業界にとっても大恩のある藤沢からの要請である。粟津は会員諸氏に賛同を求めた。
1916年は簡易保険が始まった年でもある。藤沢は武士の家に生まれ武士の心がけを常に持っていた。数学を選んだのは何故かと問われ、国家のために数学はやらねばならぬが難しいから誰もやらない、だから自分がやるのだと答えた男である。この出来事は以前より官営保険を提唱していた藤沢に確率は国家にとって不可欠であると感じさせるに十分であった。状況証拠によれば、藤沢はこの頃に確率や統計に関する講義を行っており、その中で「確率」の言葉を使っていたようである。そして1919年には科目名が「確率及統計論」となっているようである。
この頃を境に訳語「確率」が急速に普及していく。後年、高木貞治は大阪毎日新聞社に招待されて行った講演で、訳語は藤沢の「鶴の一声」で決まった、と振り返っている。

### 大正・昭和（訳語の収斂）

#### 数学
1919年（大正8年）、渡辺孫一郎が確率論の研究で東北大学より理学博士の学位を受ける。その折、渡辺は恩師の藤沢のところへ挨拶に行った。そのときに藤沢が、これからは probability の訳語は確率を使って普及せよ、と言ったと伝えられている。この話が現在に伝えられているのは、渡辺がこの話を東北大学の林鶴一に告げ、林がまた別のものに告げたからである。
1921年（大正10年）、渡辺は著作『数学諸論大要』を著す。その一つの節に「確率」を説明している。
1922年（大正11年）、渡辺は著作『新編高等代数学』を出版する。この中には「確率」という章があり、確率の定義などが与えられている。
1926年（大正15年、昭和元年）、渡辺は著作『確率論』を出版する。この著作が昭和の数学者に「確率」を決定付けた。

#### 保険
1919年（大正8年）、亀田豊治朗が論文の中で「確率」を使った。これを皮切りに亀田は論文、講演、講義などで「確率」を盛んに使った。亀田は明治44年に東大数学科を卒業し確率論で博士号を取った最初の人物。藤沢の薦めで逓信省に入り保険と関係するようになった。藤沢とともに簡易保険の創設に努力し藤沢を尊敬していた亀田に「確率」を使うことへの躊躇はなかった。保険学会では他分野に先駆けて「確率」が浸透していったが、これは亀田の積極的な活動に負うところ大きい。
1932年（昭和7年）、亀田は代表作『確率論及び其の応用』を著した。この頃から「確率」という用語が定着するようになった。